# Steatoda ephippiata
Steatoda ephippiata là một loài nhện trong họ Theridiidae.
Loài này thuộc chi Steatoda. Steatoda ephippiata được Tord Tamerlan Teodor Thorell miêu tả năm 1875.